# Scopula duplinupta
Scopula duplinupta là một loài bướm đêm trong họ Geometridae.